# Трубы (герб)
Трубы (пол. Trąby, Тромбы) — древний родовой герб в виде трёх оприкасаемых мундштуками охотничьих позывных рожков с небольшими нюансами, изменениями и дополнениями в серебряном, червонном и/или золотых в бирюзовом поле щита, — имел хождение на территориях Римской империи, Великого Княжества Литовского (ВКЛ), Королевства Польского, Речи Посполитой, Царства Польского, Российской империи и т.д., и использовался более 186-ю  родами.

## Описание герба
Согласно условно современного описания, в поле серебряном три трубы чёрные или три охотничьих рожка, с двумя золотыми полосами на каждом. Трубы эти соединены в центре щита, в кружке или кольце, и из него расходятся одно вправо, другое влево, а третье книзу. В нашлемнике пять, три или семь страусиных пера, иногда два охотничьи рожка — один золотой, другой чёрный.
У разных представителей и в различные периоды времени жизни рода, форма щита (блазона), цвет поля (серебряный, лазоревый или синий и голубой, червонный и/или их оттенки), разворот и положение по отношению к краям блазона трёх тромбонов или охотничьих труб из полых рогов крупного рогатого скота, цвет и вид рожков (натурального от коричневого до тёмно-коричневого и чёрного цвета, золотистый, с инкрустацией и без), соединения и дополнительные элементы в центре (золотые точки и/или розетки)… — менялись. Неизменными — по сути и смыслу изображения, — оставались охотничьи или позывные рожки (расположенные в форме трёх-лучевой свастики), соприкасаемые мундштуками в центр блазона. Также, общая форма герба и дополнительные его элементы (намёт, рыцарский шлем, корона, нашлемник или плюмаж и т. п.) могли меняться от предпочтений семьи обладателей родового символа или отдельного его владельца.

## История герба
Герб «Трубы» — это стилизованное изображение трискеля (греч. tri — три и skelos — кость, нога). Представляет собой три изогнутые линии, исходящие из одного центра, иногда эти линии принимают форму ног, бегущих друг за другом или рук. Изначально трискель являлся солнечным символом и отображал движение солнца в его трёх основных стадиях — восход, зенит и закат, однако впоследствии в этом значении был оттеснён свастикой и крестом. Впоследствии трискель становится неким образом хода истории, символом «бега времени». Трискель — кольцевая система знака содержит элемент переплетения трёх стихий — Огонь, Вода, Воздух, уходящих в Бесконечность. Он является своего рода амулетом, олицетворяя равновесие с природой. Равновесие трёх стихий в природе даёт спокойствие, защиту и энергию жизни, а симметрия положения в амулете — независимость от смены обстоятельств. Этот древнейший геральдический символ был известен у крито-микенцев, этрусков, кельтов, японцев, обитателей Центральной Азии.
Герб «Трубы» встречается в «Клейнодах» Я. Длугоша, Stemmata Polonika, Хронике Констанцского собора 1414—1418 гг. У. Рихенталя, гербовнике Золотого Руна, Гербовнике Линцениха, Кодексе Бергшамара и в гербовничке Марка Амброжега. Наидревнейшая средневековая печать Войцеха из Сацина с гербовой эмблемой известна с 1385 года. В польских и западных источниках этот герб выступает в трёх вариациях. Stemmata Polonika, Б. Папроцкий в «Herby rycerstwa polskiego» и К. Несецкий описывают его как три чёрные трубы в серебряном поле, в то время как в гербовнике Золотого Руна, Гербовнике Линцениха, Кодексе Бергшамара, гербовниках Бельского и Б. Папроцкого (Gniazda Cnoty) эмблема помещена в красное поле. Существует и третья разновидность — три золотые трубы в голубом поле. Согласно «Opisu herbow poslow polskich wyslanech po Henryka Walezego» этот герб принадлежал Николаю «Сиротке» Радзивиллу. Вариант с золотой эмблемой в голубом поле использовали Радзивиллы, которые позже, согласно В. Кояловичу, возвратились к старому гербу — чёрные трубы в красном поле (герб Войцеха Радзивилла, виленского епископа, размещённый в Stemmata Polonika), хотя Островский в «Ksiedze herbowej» во всех вариантах герба Радзивиллов использует голубое поле. Согласно Б. Попроцкому герб «Трубы» имеет итальянское происхождение — подобные утверждения часто встречаются в западной геральдике. В свою очередь А. Чубринский в «Micie kruszwickim» выдвигает гипотезу о происхождении герба «Трубы» из языческой славянской свастики. По Лакиеру, начало этого герба начинается с середины X века.

## Герб используют
А
1. Амфоры (Amfor)

Б
1. Баранецкие (Baraniecki)
2. Блешинские (Błeszyński)
3. Бржезинские (Бжезинские) (Brzeziński)

В
1. Валявские (Walawski)
2. Ваниорские (Ванерские) (Waniorski)
3. Варжицкие (Warzycki)
4. Вежейские (Wierzejski)
5. Вершуль (Wierszul)
6. Виламы (Wylam)
7. Винарские (Winarski)
8. Винча (Wincza)
9. Винярские (Winiarski)
10. Влочевские (Włoczewski)
11. Вноровские (Wnorowski)
12. графы и дворяне Войны (Война) (Wojna, Wojno, v. Woyna)
13. Волки (Wołk)
14. Волки-Леоновичи (пол. Wołk-Lewanowicz)
15. Вржещ (Wrzeszcz)
16. Вычолковские (Wyczołkowski)

Г
1. Гзовские (Gzowski)
2. Гинтовты (Gintowtt)
3. Горжковские (Gorzkowski)
4. Горохи (Horoch)
5. Гречины (Гречины Кирдеи, Гричины) (Hreczyna, Hreczyna Kierdey, Hryczyna)
6. Гробицкие (Grobicki)
7. Гетмановы (Hetmana)

Д
1. Давидовичи (Dawidowicz)
2. Дадзивиловичи
3. Девичи (Dewicz)
4. князья и дворяне Дзевялтовские (Дзевалтовские, Дзевялтовские Гинтовт) (Dziewiałtowski, Dziewałtowski, Dziewiałtowski Gintowt)
5. Дзимитровичи (Dzimitrowicz)
6. Дзиоковские (Dziokowski)
7. Добинские (Dobinski)
8. Довгелт (Довгелтт) (Dowgiełt, Dowgiełtt)
9. Довяковские (Dowiakowski)
10. Догель (Dogiel)
11. Долинские (Doliński)
12. Долуские (Dołuski)
13. Дяковские (Dyakowski)

Ж
1. Жагели (Żagiel)
2. Журавские-Йордан (Żórawski Jordan)

З
1. из Закличина Йорданы (z Zakliczyna Jordan)
2. Збравские (Zbrawski)

И
1. Иванкевичи (Iwankiewicz)
2. Ивашкевичи (Iwaszkiewicz)
3. Искржицкие (Iskrzycki)

Й
1. Йонаковские (Jonakowski)
2. де Йоне Йордан из Закличина (de Johne Jordan z Zakliczyna)
3. Йордан (Jordan)

К
1. Калина (Kalina)
2. Келкевичи (Kiełkiewicz)
3. Кердеи (Кердей) (Kierdey, Kierdej)
4. Кирклевские
5. Клиховские (Klichowski)
6. Клепацкие(Klepacki)[2]
7. Ковзаны (Kowzan)
8. Ковиницкие (Kowinicki)
9. Ковнацкие (Kownacki)
10. Колек (Kołek)
11. Колецкие (Kolecki)
12. Кольницкие (Kolnicki)
13. Комаевские (Komajewski, Komaiewski)
14. Конковские (Konkowski)
15. Космовские (Kosmowski)
16. Косовские
17. Краковские (Кронковские) (Krąkowski)
18. Крассуские (Krassuski)
19. Кржикавские (Krzykawski)
20. Кульмановские (Kulmanowski)
21. Кумановские (Kumanowski)
22. Куморовские (Kumorowski)

Л
1. Левковские (Lewkowski)
2. Листовские (Listowski)
3. Лукашевичи? (Łukaszewicz)

М
1. Малецкие (Małecki)
2. Менкицкие (Miękicki)
3. Милаковские (Miłakowski)
4. Милецкие (Milecki)
5. Михнёвские (Михневские) (Michniowski, Michniewski)
6. Михновские (Michnowski)
7. Можейко (Możejko)

Н
1. Князья и дворяне Нарбуты (Narbutt, Narbutas)
2. Неверы (Ниверы) (Niewier, Niwier)
3. Неводзинские (Niewodzinski)

О
1. Одынец (Odyniec)
2. Осняловские (Ośniałowski)
3. Остыки (Ostyk)
4. Осцики (Остики) (Ościk, Ostik)
5. Осциковские (Ościkowski)
6. Отвиновские (Otwinowski)
7. Отичи (Oticz)

П
1. Пакошевские (Pakoszewski)
2. Панкевичи (Pankiewicz)
3. Пенкевичи (Piękiewicz)
4. Пенковские (Pięnkowski)
5. Пецек (Piecek)
6. Пенткевичи (Piętkiewicz)
7. Петкевичи (Pietkiewicz)
8. Петковичи (Pietkiowicz)
9. Петрусевичи (Петрусевичи)
10. Пецкевичи (Пецко Пецкевичи) (Pieckiewicz, Piecko Pieckiewicz)
11. Пивко (Piwko)
12. Пловинские (Płowiński)
13. Пловянские (Płowianski)
14. Понкевичи (Ponkiewicz)
15. Прот (Prot)
16. Пшонка (Psząka, Pszonka)

Р
1. князья и дворяне Радзивиллы (Radziwiłł)
2. Радзивиловичи
3. Раки (Rak Ciolek Oscik Gintult Dziewaltowski)
4. Ржечковские (Rzeczkowski)
5. Рогуские (Roguski)
6. графы и дворяне Розвадовские (Rozwadowski)
7. Рокоши (Rokosz)
8. Рудомина (Rudomina)
9. Руссаговские (Russagowski)
10. Руссановские (Russanowski)

С
1. Садковские (Sadkowski)
2. Свенторжецкие (Świętorzecki)
3. Сверчовские (Świerczowski)
4. Святорженцкие (Światorzecki)
5. Сесицкие (Siesicki)
6. Сивицкие (Siwicki)
7. Сидоровичи-Война (Sidorowicz-Wojna)
8. Сиревичи (Sirewicz)
9. Сируц (Siruc, Syruc)
10. Скопы (Skop, Skop Ościkowicz)
11. Собоцкие (Sobocki)
12. Соколы-Война (Sokoł Woyna)
13. Сосницкие (Sośnicki)
14. Станиславовичи (Stanisławowicz)
15. Станчикевичи (Stanczykiewicz)
16. Станьчики Станьчикевичи (Stańczyk Stańczykiewicz)
17. Стехер (Stecher)
18. Стоёвские (Стоёвские Йордан) (Stojowski, Stojowski Jordan)

Т
1. Токаржевские (Tokarzewski)
2. Токары (Токар Ивашкевичи) (Tokara, Tokar Iwaszkiewicz)
3. Тромбы (Trąba)
4. Трубины

Ф
1. Фальчевские (Falczewski)

Х
1. Хвалечевские (Chwaleczewski)
2. Хвалишевские (Chwaliszewski)

Ц
1. Целицы (Cielici)[3]
2. Циарновские (Ciarnowski)
3. Циборовские (Ciborowski)
4. Ционжинские (Ценжинские) (Ciąziński, Ciążyński)
5. Цирина (Cyryna)

Ч
1. Часницкие (Czaśnicki)
2. Чашавские (Czaszawski)
3. Чашинские (Czaszyński)

Ш
1. Шаловские (Szalowski)
2. Шенк (Schenck)
3. Шеннинги (Schenning)

Ю
1. Юрьевичи (Jurjewicz)

Я
1. Яскольды (Jaskold)
2. Ящолды (Яшоллдды) (Jaszczold, Jaszczolld)

Трубы изм.
1. Вольды (Wolda)
2. Дьяковские (Dyakowski)
3. Радзивиллы (Radziwiłł)
4. Рудомины (Рудомина-Дусятские) (Rudomina, Rudomina Dusiatski)
5. Сируцы (Siruc)
6. Ящолды (Iaszczold)

Три охотничьих трубы (Тромбы тржи мысливские, Tromby trzy myśliwskie)
1. Патрусевичи (Pastrusewicz)
2. Трубины (Trubin).

## Фотогалерея

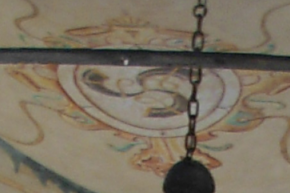
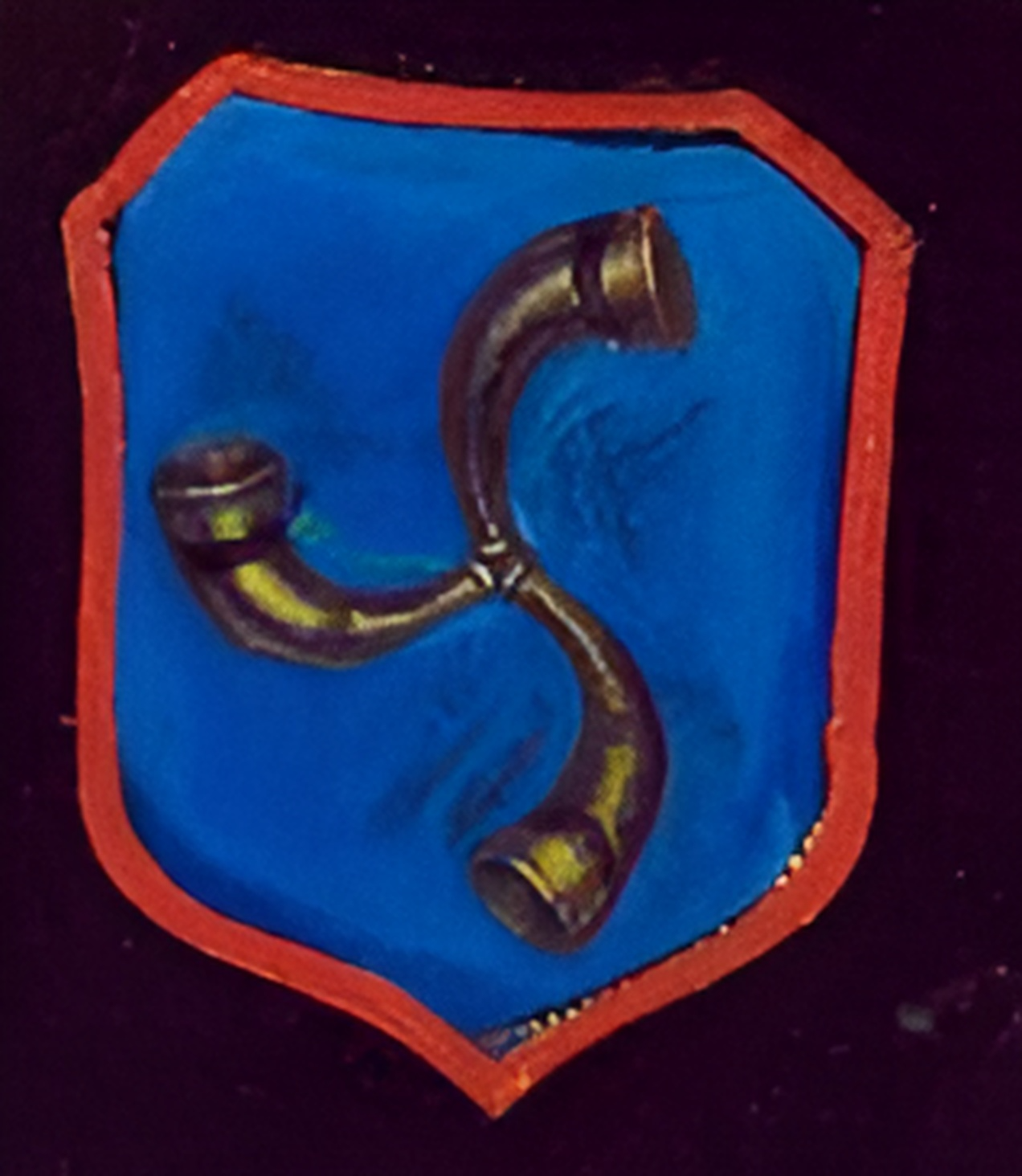
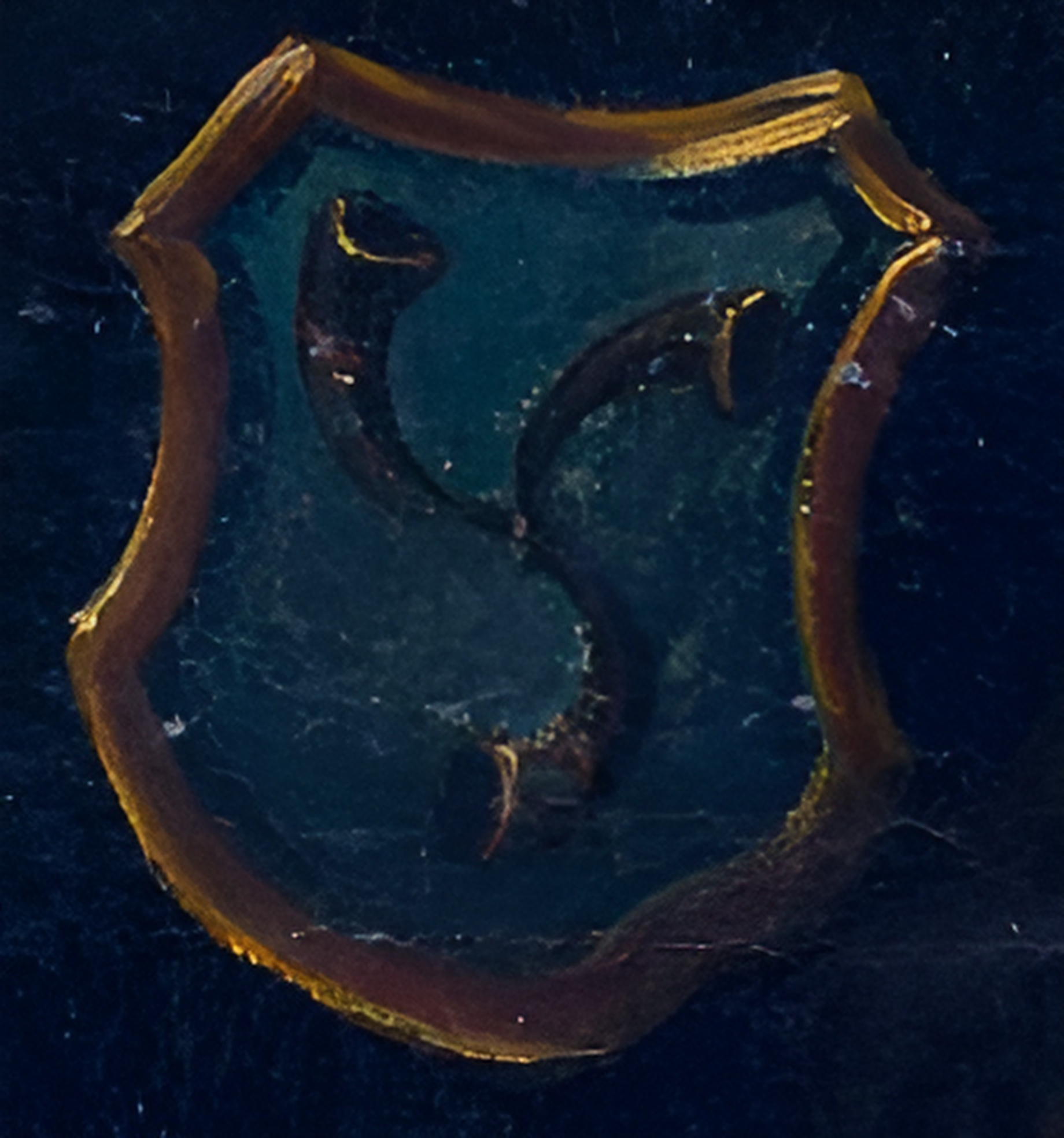
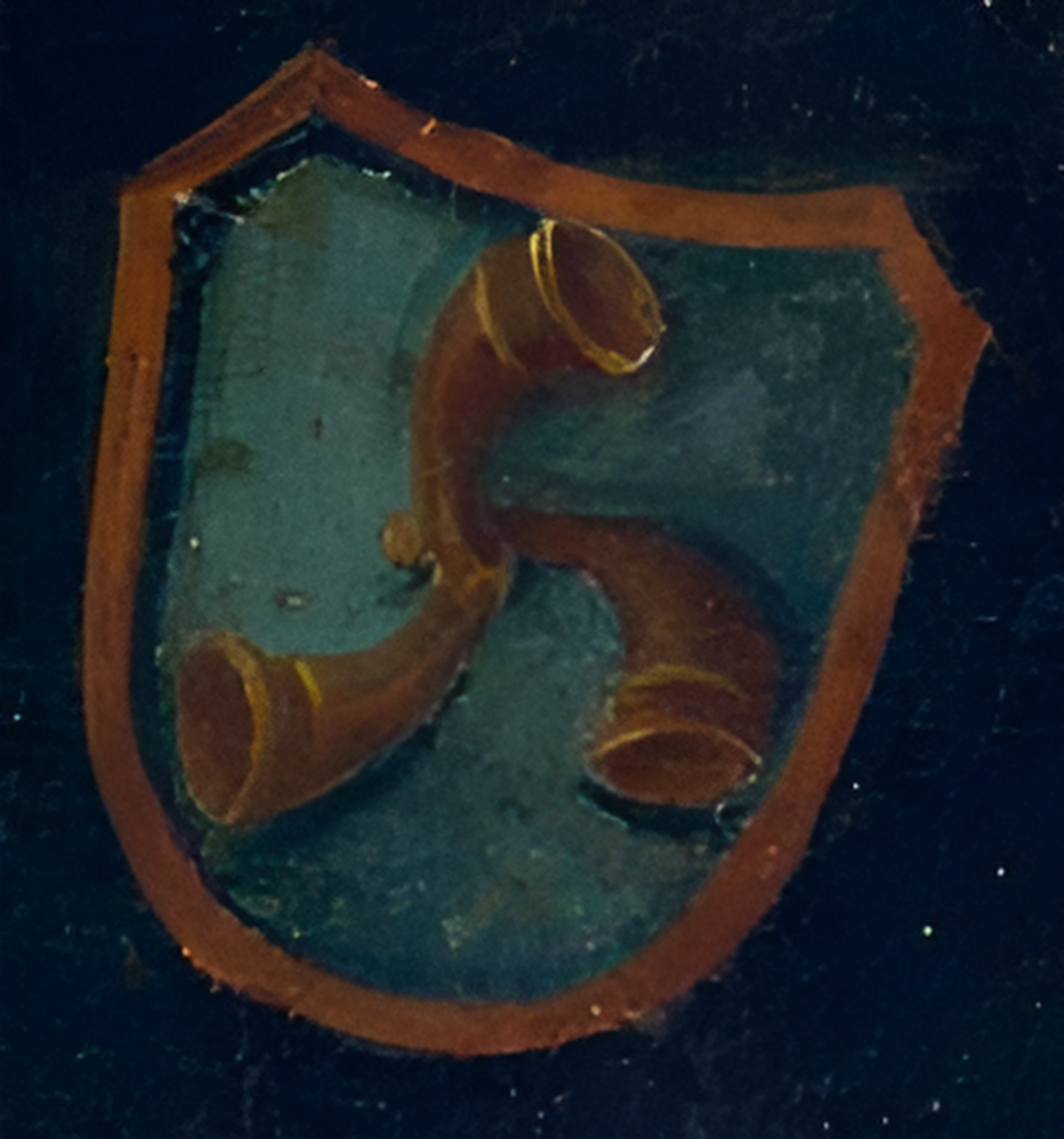
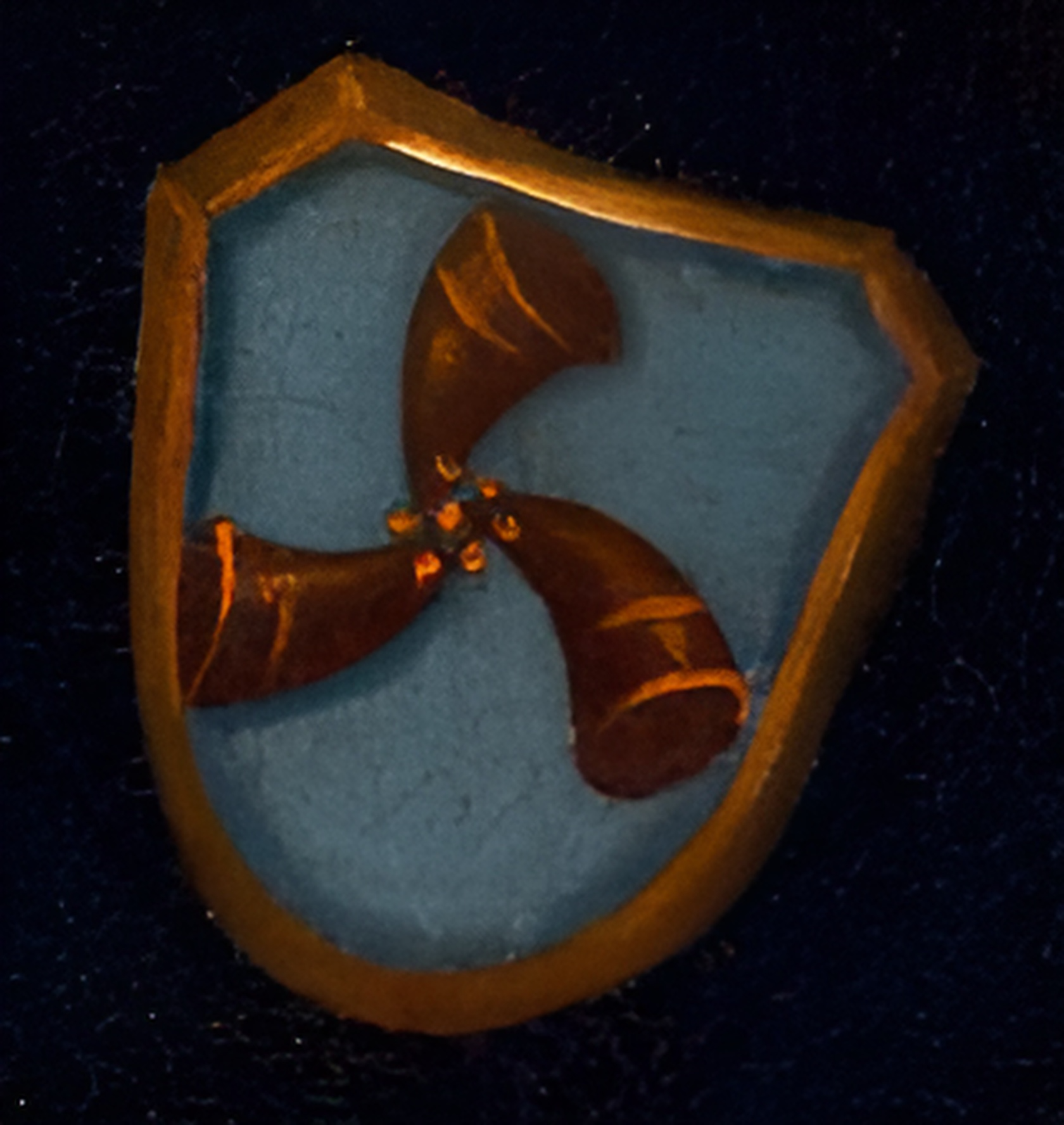
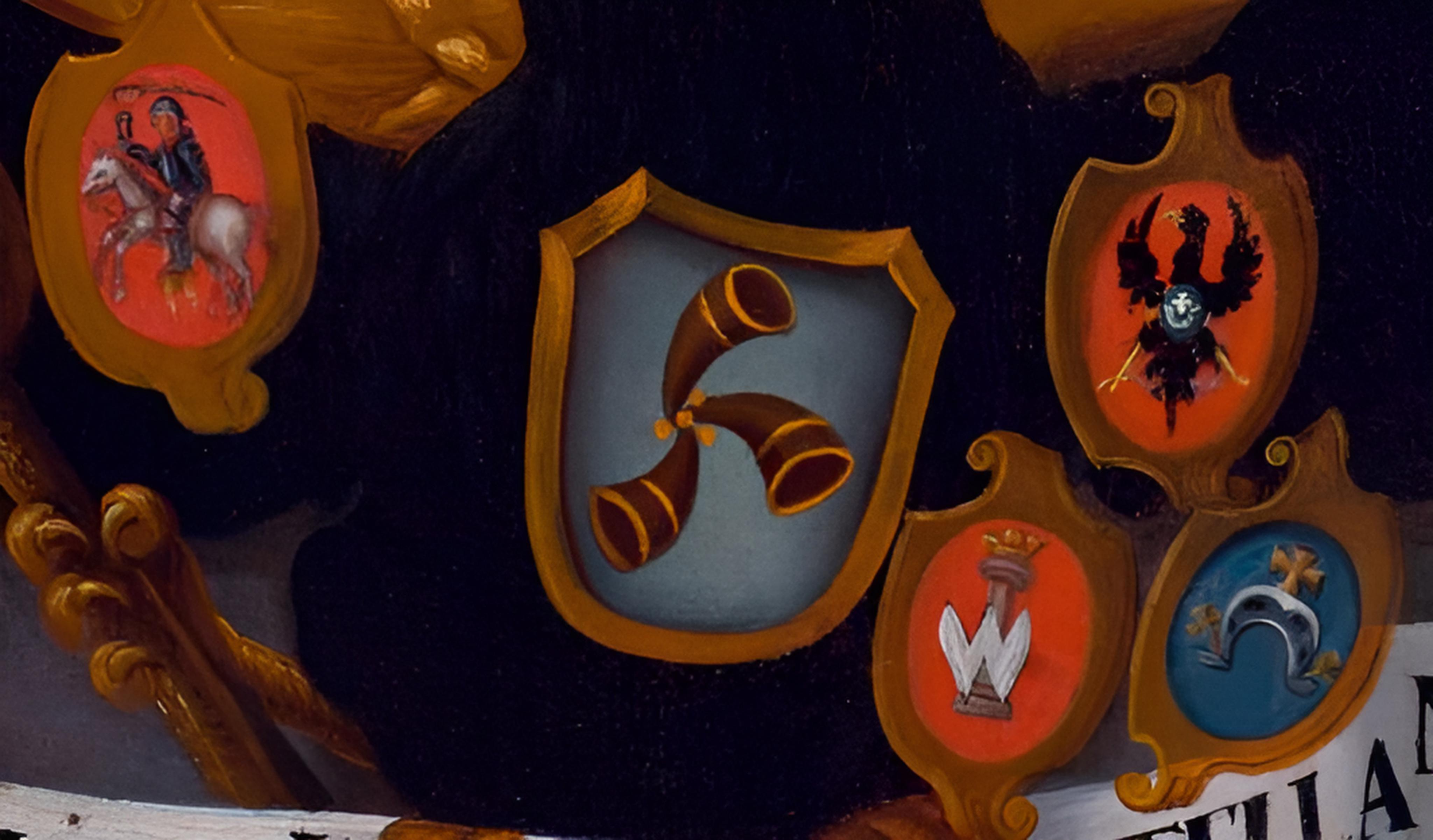
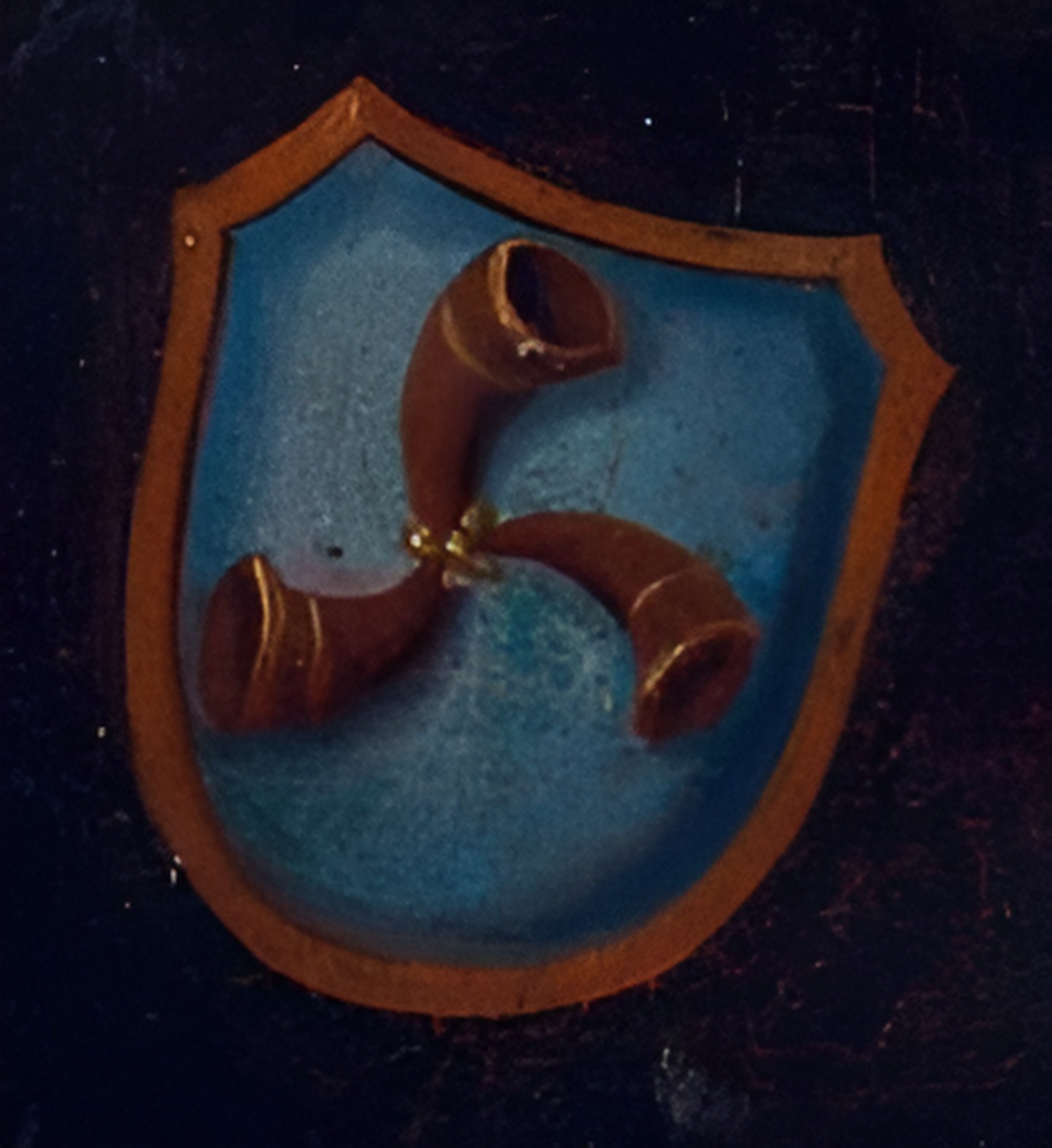
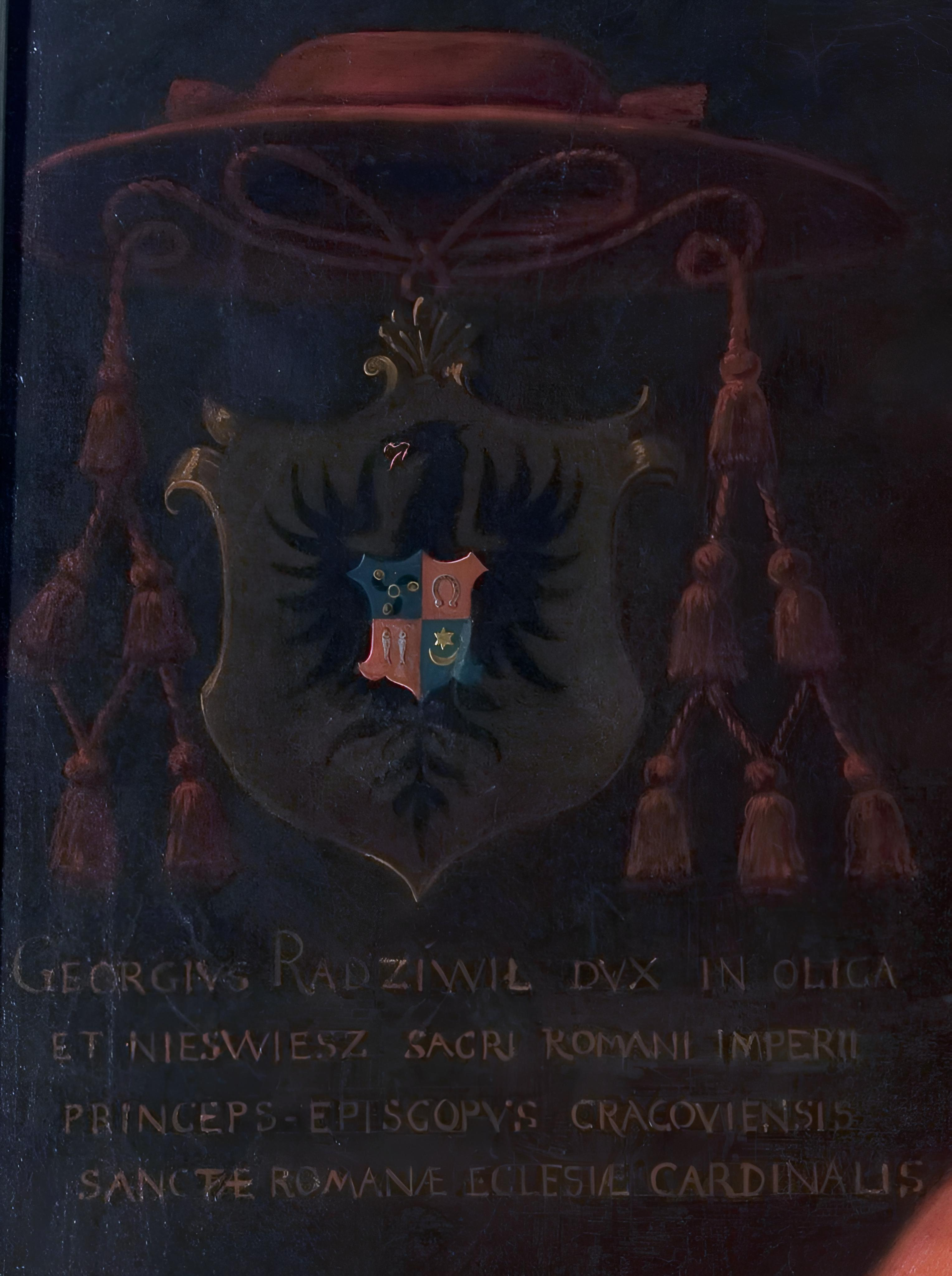
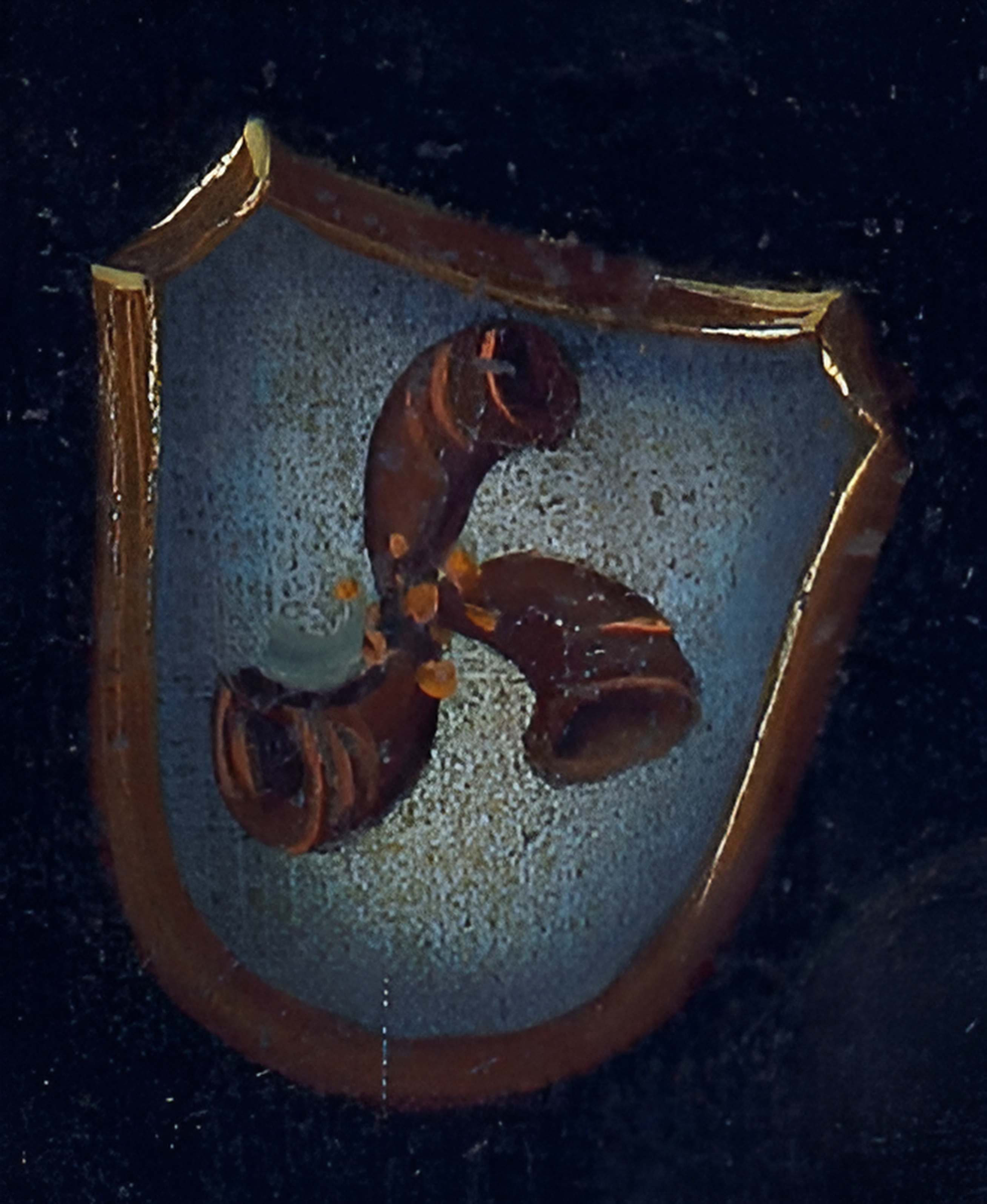
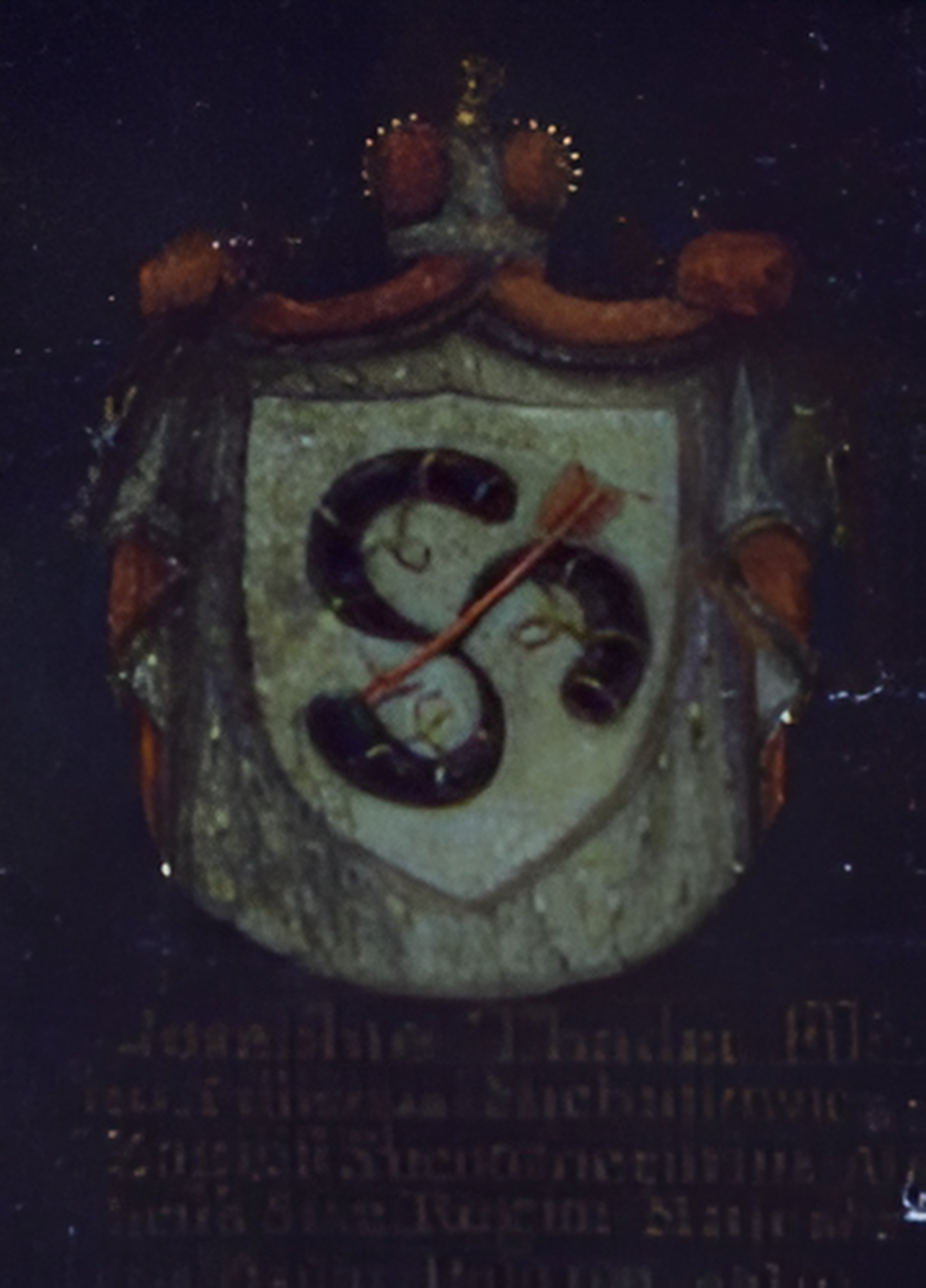
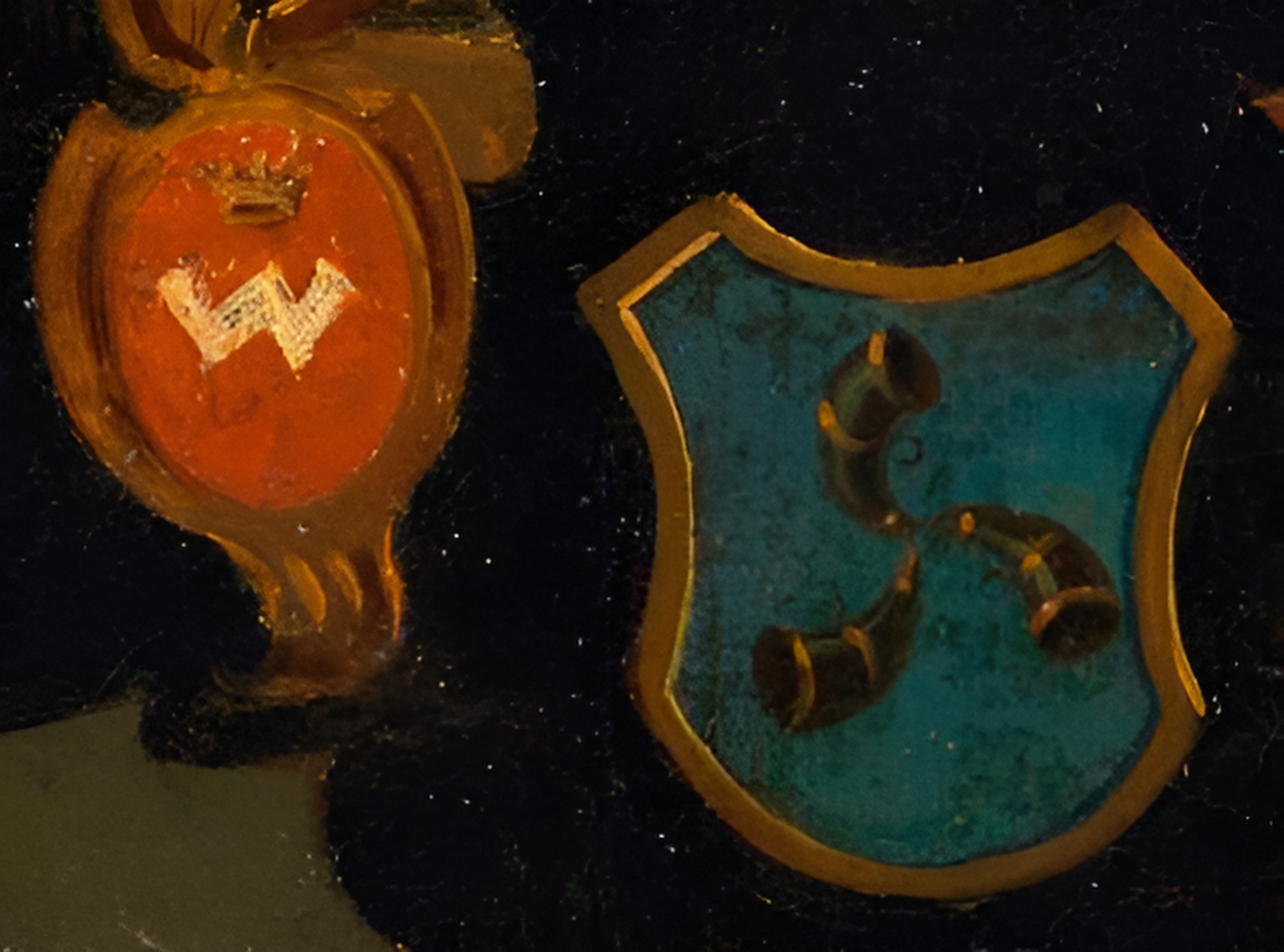
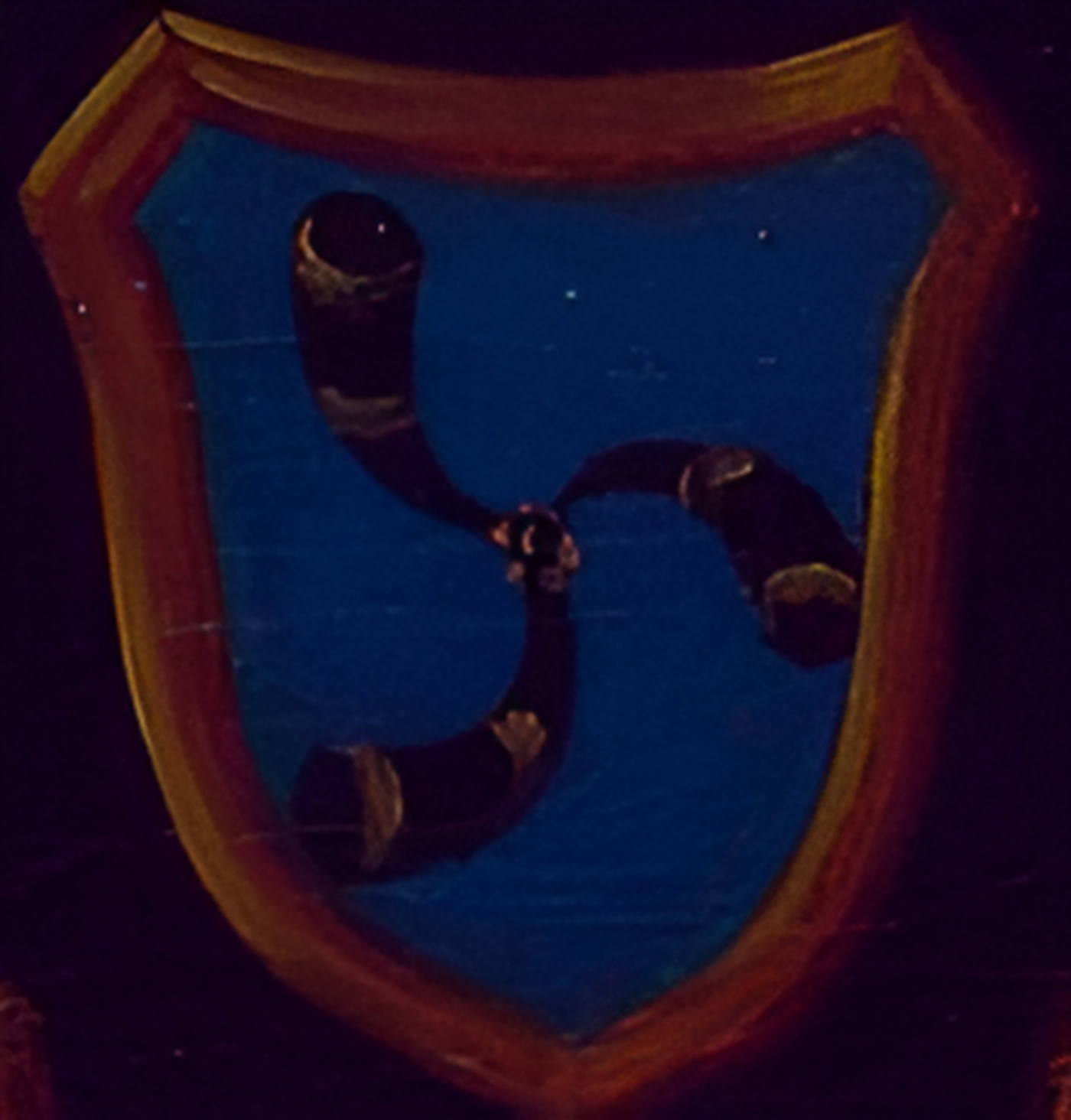
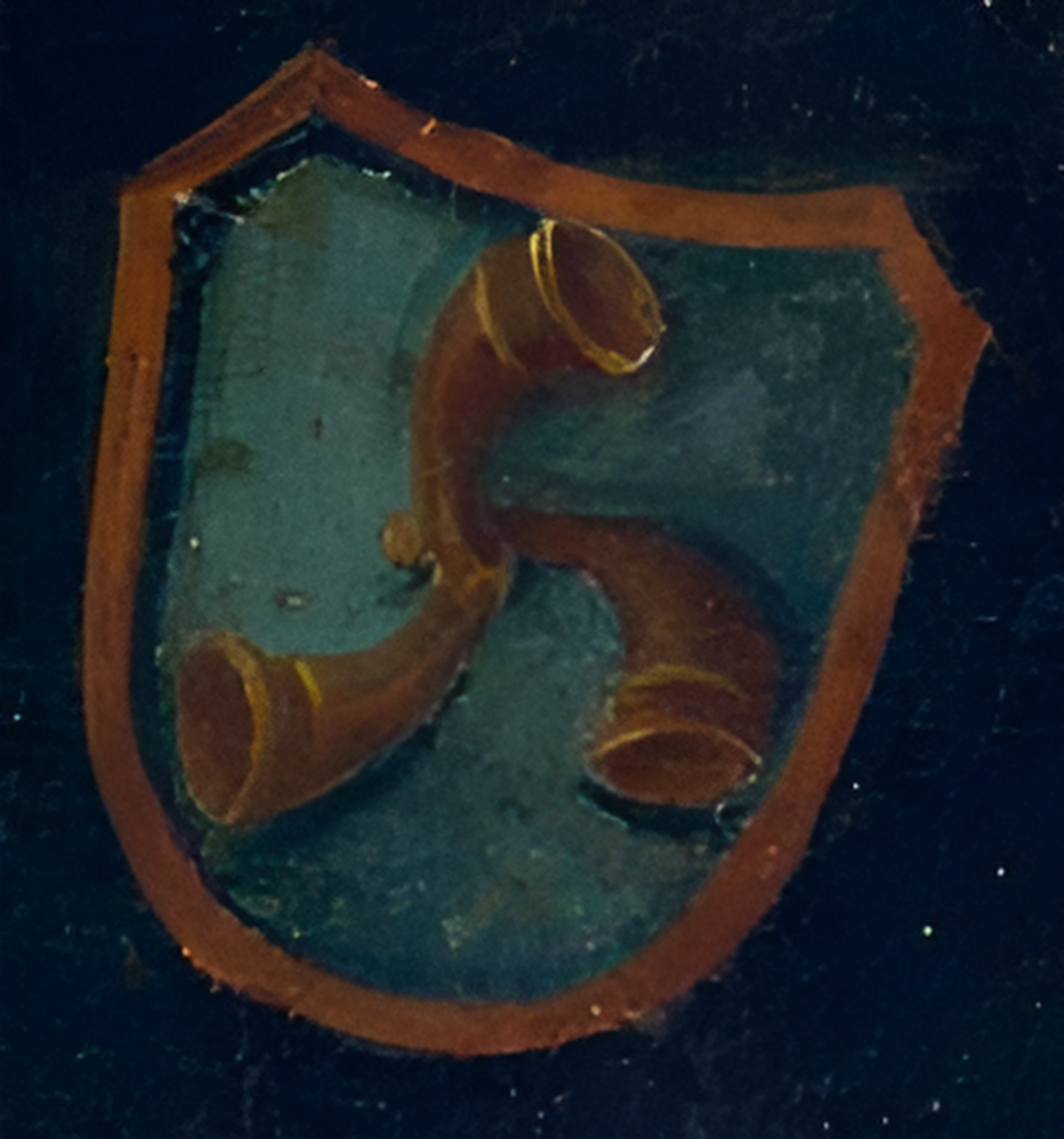
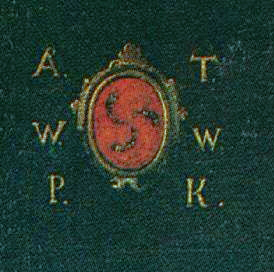
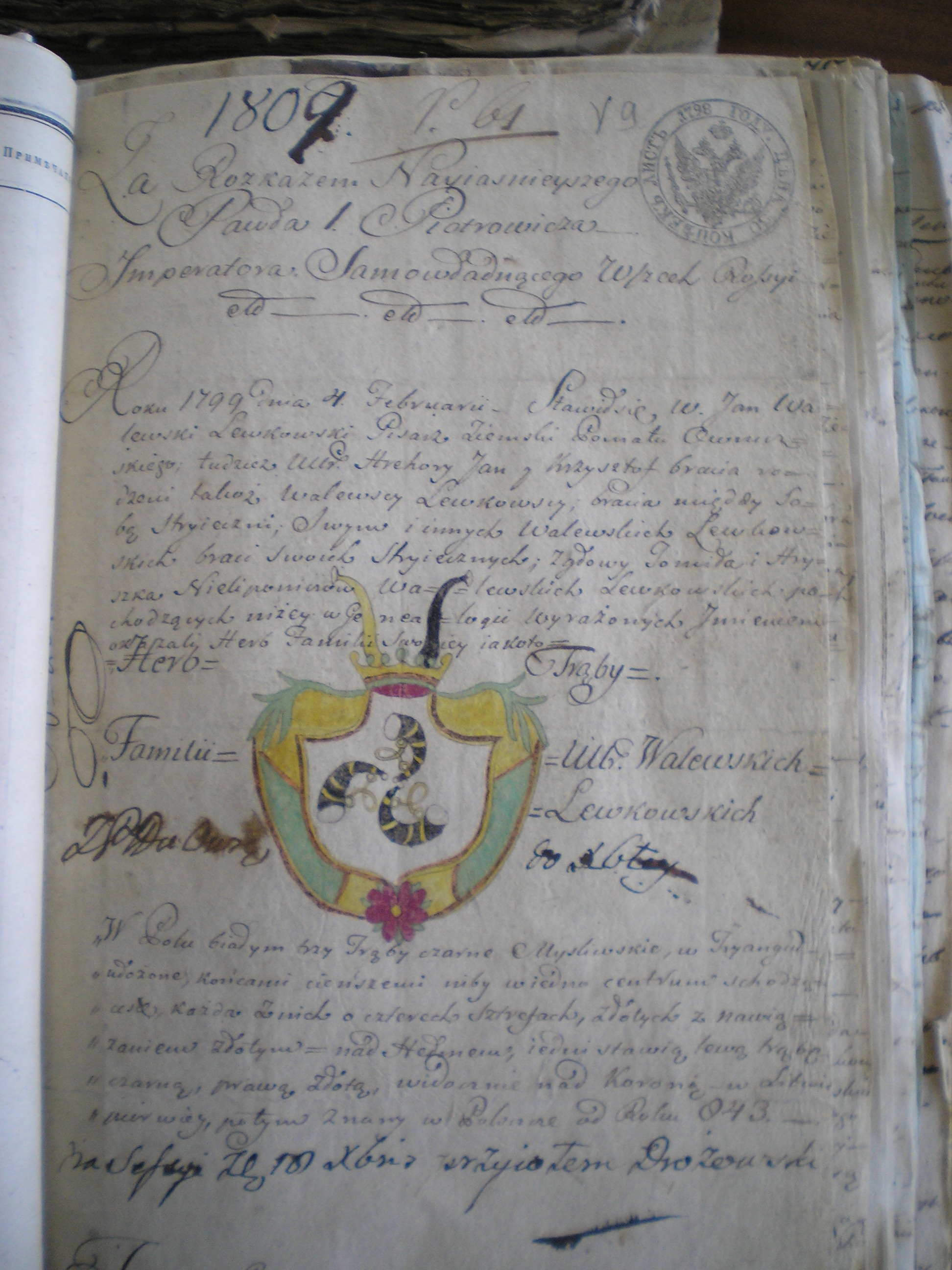
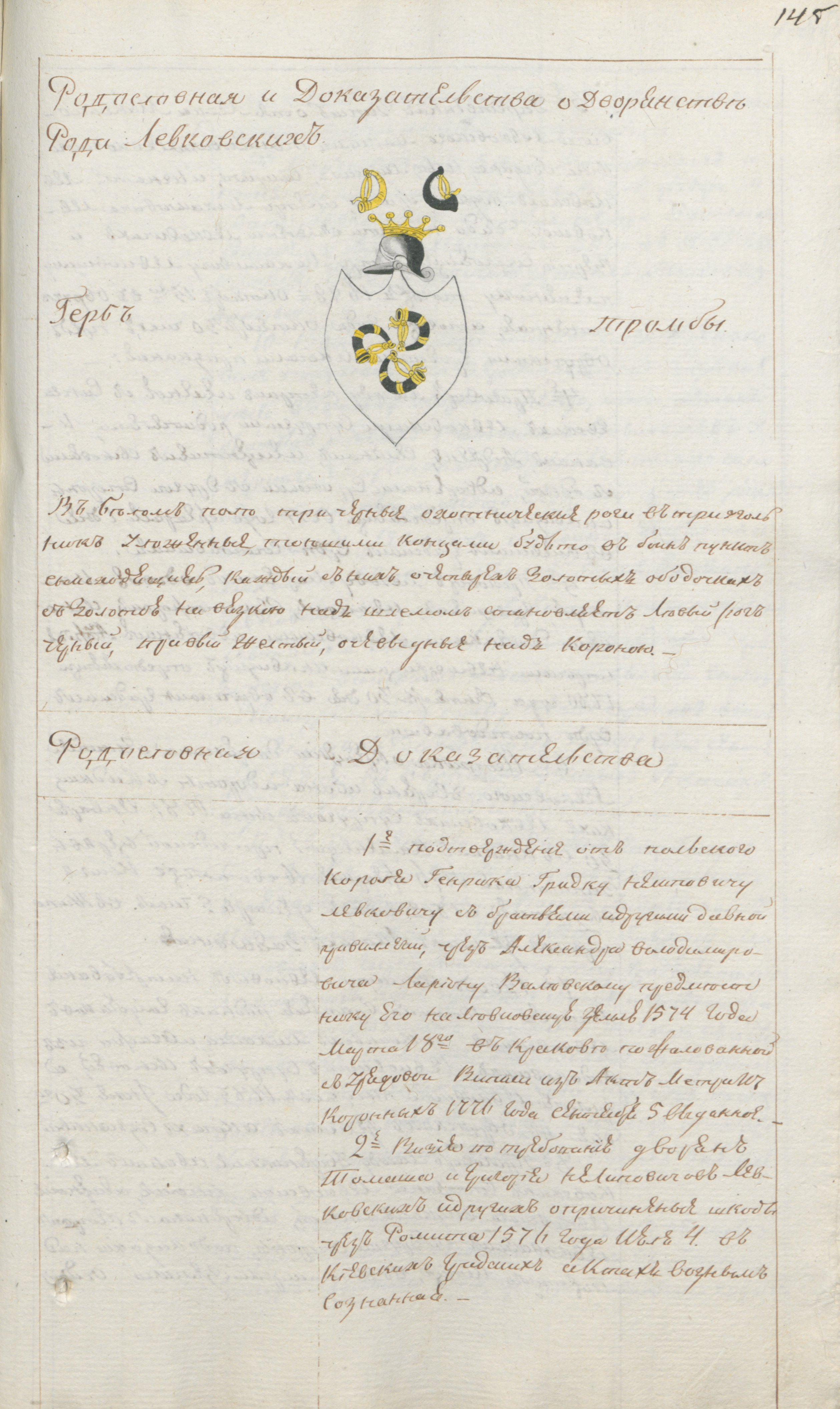